# Czeslaw Kozon
Czeslaw Kozon (n. Idestrup, Región de Selandia, Dinamarca, 17 de noviembre de 1951) es un obispo católico danés.
Ordenado sacerdote en julio de 1979. Tras unos años ejerciendo su ministerio, desde el día 22 de marzo de 1995 tras elegido por el Papa Juan Pablo II, es el nuevo Obispo de Copenhague.
Al mismo tiempo entre 2005 y 2015 fue el primer Vicepresidente de la Conferencia Episcopal Escandinava (CES) y desde ese último año, actualmente es el presidente.

## Biografía

### Primeros años
Nacido en la pequeña población danesa de Idestrup, de la Isla Falster; el día 17 de noviembre de 1951.
Sus padres era originarios de Polonia, pero emigraron a Dinamarca debido a la Persecución religiosa en el Bloque del Este.
Después de graduarse en primaria y secundaria por el Colegio "Nykøbing Katedralskole", en 1971 al descubrir su vocación religiosa decidió trasladarse a la ciudad de Roma (Italia), donde comenzó a asistir a la Pontificia Universidad Gregoriana y a la Pontificia Universidad Lateranense; terminando sus estudios en 1977.
Más tarde regresó a Dinamarca y finalmente fue ordenado sacerdote el 6 de julio de 1979, en la Catedral de San Óscar de Copenhague, por el entonces obispo diocesano Mons. Hans Ludvig Martensen.
Tras su ordenación, inició su ministerio sacerdotal como asignado a la Parroquia de Santa María en Aalborg.
A continuación en 1984, se convirtió en pastor de la Iglesia de San Andrés de Ordrup y al mismo tiempo fue gerente de la Parroquia de Santa Teresa en Hellerup. En 1994 fue elegido vicario general de la Diócesis católica de Copenhague.

### Carrera episcopal
Después de la renuncia al gobierno pastoral del Obispo Mons. Hans Ludvig Martensen quien renunció por razones de salud, en su sucesión actualmente desde el 22 de marzo de 1995, tras haber sido nombrado por el Papa Juan Pablo II es el nuevo Obispo de Copenhague.
Al ser elevado a la dignidad de Monseñor, eligió su escudo y su lema: "Veritatem en caritate"  (. Ef 4, 15)-(en latín).
Recibió su consagración episcopal el 7 de mayo del mismo año, a manos de su predecesor en el cargo y de sus co-consagrantes: el entonces obispo de Helsinki Mons. Paul Verschuren, S.C.I. y el entonces obispo de Ełk Mons. Edward Samsel.
Con este nombramiento se ha convertido en el obispo de la diócesis más grande del mundo, ya que su jurisdicción incluye a toda Dinamarca, a Groenlandia y a las Islas Feroe.
En 2005 fue elegido como primer Vicepresidente en la historia de la Conferencia Episcopal Escandinava (CES), que reúne a todos los obispos y arzobispos de Dinamarca, Noruega, Suecia, Finlandia e Islandia. 
Cabe destacar que ya ha ordenado a numerosos obispos y que después de la publicación del motu proprio "Summorum Pontificum" del papa Benedicto XVI, fue uno de los primeros obispos en celebrar la misa con el misal anterior a la reforma de 1970.
Actualmente al mismo tiempo que ejerce de Obispo de Copenhague, el día 9 de septiembre de 2015 dejó su cargo de Vicepresidente para ser el nuevo Presidente de la Conferencia Episcopal Escandinava.